# Beatrice Cenci (Oper)
Beatrice Cenci ist eine Oper in drei Akten von Berthold Goldschmidt (Musik) mit einem Libretto von Martin Esslin nach Percy Bysshe Shelleys Tragödie The Cenci. Sie wurde 1951 fertiggestellt, aber erst am 16. April 1988 konzertant in London und am 10. September 1994 szenisch in Magdeburg uraufgeführt.

## Handlung
Die Oper spielt in und um Rom im Jahr 1599.

### Erster Akt
Gartenterrasse des Cenci-Palasts in der Nähe von Rom
Lucrezia, die zweite Frau des Grafen Francesco Cenci, und Beatrice, dessen Tochter aus erster Ehe, beklagen die Brutalität des Familienvaters, der seine Kinder wie Gefangene im Haus festhält und misshandelt. Lucrezia tröstet ihre Stieftochter damit, dass sie später wie bereits ihre Schwester eine eigene Familie haben wird. Beatrices Bruder Bernardo kommt hinzu und erzählt, dass der Vater ihn gerade grundlos verprügelt habe. Beatrice versucht, ihn zu trösten (Terzett: „Ours is an evil lot“). Ein Diener meldet, dass der Prälat Orsino im Saal warte und die Gräfin und ihre Tochter dringend sprechen wolle. Alle gehen.
Im Auftrag von Papst Clemens teilt Kardinal Camillo dem Grafen mit, dass der von ihm begangene Mord vertuscht werden soll, wenn er als Gegenleistung ein hohes Sühnegeld zahlt. Obwohl es sich um ein Drittel seines Besitzes handelt, akzeptiert Cenci. Er gibt offen zu, dass ihn nichts so sehr erregt wie brutale Gewalt.
Nachdem die beiden gegangen sind, erscheinen Beatrice und Orsino. Die beiden hatten schon während ihrer Jugend ein Verhältnis, können jedoch wegen Orsinos Priesterstandes nicht heiraten. Beatrice hat deshalb ein Gesuch an den Papst verfasst, Orsino seines Priestereides zu entbinden. Orsino hat allerdings nicht vor, den Brief abzuliefern. Er will Beatrice auf andere Weise für sich gewinnen.
Orchesterzwischenspiel
Großer Saal im Cenci-Palast
Graf Cenci richtet ein großes Fest in seinem Palast aus. Nach der Begrüßung spricht er von seiner Liebe für seine Frau und seine Kinder und lässt sich das von Beatrice bestätigen. Nach Auftritten von Tänzern und einem Sänger („Thou art fair, and few are fairer“) verkündet Cenci den Gästen fröhlich eine Neuigkeit: Zwei seiner Söhne haben ihn während ihres Studiums in Salamanca verleumdet und eine Klageschrift beim Papst eingereicht. Jetzt sind beide tot: Rocco kam beim Einsturz einer Kirche ums Leben, und Christofano wurde in derselben Nacht von einem eifersüchtigen Nebenbuhler erstochen. Lachend füllt Cenci einen Becher mit Wein, hält einen Trinkspruch und schleudert den Becher zu Boden. Camillo und die Gäste halten ihn für wahnsinnig, doch niemand wagt es, ihn anzugreifen. Die Gäste eilen entsetzt fort. Beatrice fleht den Kardinal an, sie aus dem Haus zu retten, doch auch er fürchtet die Rache Francescos. Sie bleibt allein mit ihrem Vater zurück. Der droht ihr: „Von nun an, Beatrice, wirst du vollführen, was ich von dir will und gehorsam dem Zauber dich fügen still.“ Die folgende Vergewaltigung wird nicht gezeigt.

### Zweiter Akt
Halle im Cenci-Palast; Treppe zu einer Galerie mit Zugang zu weiteren Räumen
Die zutiefst erschütterte Beatrice sucht Trost bei Lucrezia, bringt es jedoch nicht fertig, die Tat ihres Vaters beim Namen zu nennen. Sie vergleicht ihre seelische Verzweiflung mit dem heulenden Klagelaut eines Orkans („Rough wind, that moanest loud grief“). Als Orsino eintritt, fragt sie diesen um Rat. Seinen Vorschlag einer gesetzlichen Klage hält sie jedoch nicht für zielführend. Zum einen fehlen ihr die richtigen Worte, und zum anderen ist Francescos Macht zu groß, und ihr Vorwurf würde als unglaubwürdig zurückgewiesen werden. Orsino empfiehlt daher, das Recht in die eigene Hand zu nehmen. Er verspricht, noch diese Nacht zwei ihm bekannte Auftragsmörder herbeizubringen, und geht ab.
Als Beatrice ihren Vater nach ihr rufen hört, flieht sie schnell. Kurz darauf erscheint Cenci, und Lucrezia warnt ihn vor weiteren Gewalttaten gegen seine Tochter. Er befiehlt einem Diener, ihm einen Becher Wein zu bringen. Lucrezia schüttet unbemerkt ein Schlafmittel hinein, und Francesco trinkt den Wein. Bevor er sich müde zurückzieht, fantasiert er davon, seine Kinder Bernardo und Beatrice so weit in Verzweiflung zu treiben, dass nur sein eigener Name der Welt in Erinnerung bleiben wird.
Lucrezia und Beatrice warten ungeduldig auf ihre Befreiung durch die Attentäter. Schließlich treten Olimpio und Marzio durch eine kleine Seitentür ein. Die beiden Frauen zeigen ihnen Francescos Zimmer und warten, bis sie nach vollbrachter Tat zurückkehren. Sie berichten, dass sie Francesco erwürgt und die Leiche in den Garten geworfen haben, um es wie einen Unfall aussehen zu lassen. Beatrice gibt ihnen das versprochene Geld, und die beiden Männer verschwinden.
Ein Hornsignal kündigt die Ankunft Kardinal Camillos an, der mit päpstlichen Soldaten eintritt und den Grafen zu sprechen verlangt. Cenci solle unverzüglich verhaftet werden, da es neue Verdachtsmomente gebe. Die Soldaten durchsuchen das Haus und den Garten und finden bald seine Leiche. Camillo erkennt sofort, dass es sich nicht um einen Unfall handelt. Zudem fällt ihnen Marzio mit dem Geld und dem schriftlichen Auftrag Orsinos in die Hände. Lucrezia und Beatrice werden unter dem Verdacht der Beihilfe zum Mord verhaftet und abgeführt.

### Dritter Akt
Eine Gefängniszelle
Bernardo besucht Lucrezia und Beatrice in ihrer Zelle. Die Schwester erzählt ihm von einem Traum, in dem sie das Gefängnis als Paradies sah. Camillo, der Richter, Schreiber, Zeugen und Soldaten treffen ein, um das Verhör zu beginnen. Aufgrund der Anklage des Vatermords ist Folter anzuwenden. Marzio wird vorgeführt und benennt Beatrice als Auftraggeberin. Sie leugnet jedoch. Als der Richter ihr den Auftragsbrief Orsinos zeigt, erkennt sie dessen Handschrift – doch Orsino ist aus Rom geflohen und kann nicht mehr belangt werden. Um das Verhör voranzutreiben, wird Lucrezia zur Folter fortgeführt und kurz darauf, nachdem sie gestanden hat, zurückgebracht. Beatrice kann nun nicht mehr leugnen. Sie wünscht nur noch „ein Ende dieser Qual“. Der Richter verurteilt sie sofort zum Tod durch das Beil und zieht sich mit seinem Gefolge zurück. Camillo verspricht Beatrice, beim Papst um Gnade zu ersuchen. Die drei Familienmitglieder schlafen erschöpft ein.
Nocturne
Als eine Glocke in der Ferne den angebrochenen Morgen ankündigt, kehrt Camillo zurück und teilt ihnen mit, dass seine Bemühungen erfolglos waren. Der Papst habe das Urteil mit der Begründung bestätigt, dass erst gestern ein Muttermörder entkommen sei. Elternmord nehme so zu, dass demnächst nur noch die Jugend lebe. Beatrice schließt mit der Welt ab („False friend, wilt thou smile or weep …?“).
Zwischenspiel
Früher Morgen; ein großer Platz; rechts Stufen zum Schafott, an dem noch gearbeitet wird
Arbeiter und Zuschauer unterhalten sich kontrovers über die bevorstehenden Hinrichtungen. Einige verlangen nach Rache für den Grafen, andere zeigen Verständnis für die misshandelten Frauen und fordern ihre Freiheit. In einer Prozession werden Beatrice und Lucrezia herbeigeführt. Bernardo hat noch einen letzten vergeblichen Versuch unternommen, den Papst um Gnade anzuflehen. Als sich Beatrice von ihm verabschiedet, fällt er in Ohnmacht. Beatrice bittet ihre Mutter, ihr ein letztes Mal das Haar zu binden. Dann werden beide auf das Schafott geführt. Bei den Schlägen schreit die Volksmenge vor Entsetzen, Mitleid und Grausamkeit auf. Camillo zieht das Fazit: „In aller Ewigkeit: Schuldig… und doch wohl schuldlos. Jede Übelkeit zeugt Übel, Blut fordert Blut.“
In der Ferne ist feierlicher Gesang zu hören. Der Papst begibt sich nach San Pietro in Montorio, um für die Hingerichteten zu beten. Als sich die Prozession nähert, stimmt die Menge in den Requiem-Gesang ein.

## Gestaltung
Das Libretto spart die gewalttätigsten Augenblicke der Handlung aus. Die Vergewaltigung Beatrices, der Mord an ihrem Vater und ihre Hinrichtung werden nicht direkt gezeigt. Das ermöglicht eine Konzentration auf die seelische Verfassung der Charaktere. Goldschmidt verzichtet entsprechend auch auf eine musikalische Steigerung der im Sujet angelegten Gewalt.
Die Tonsatz der Oper ist durchsichtig und sinfonisch gedacht und lässt zumindest in den ersten beiden Akten Einflüsse von Goldschmidts Lehrer Franz Schreker erkennen. Die Harmonik ist weitgehend tonal. Es gibt aber auch einige freitonale Stellen. Der Gesangsstil der Oper entspricht mehr dem Belcanto-Idiom als der von Goldschmidts erster Oper Der gewaltige Hahnrei. Dem nmz-Autor Georg Rudiger zufolge „mäandert [die Musik] zwischen Monumentalität und kammermusikalischer Intimität, zwischen kontrapunktischen, eher spröde klingenden Barockallusionen und spätromantischer Üppigkeit, zwischen dunklen Orchesterfarben und süßlichen Violinsoli.“
Die Tonalität und andere traditionelle Elemente des Werks wurden zur Entstehungszeit als „unzeitgemäß konservativ“ empfunden. Darin entspricht es jedoch den Anforderungen der von Ferruccio Busoni proklamierten „Jungen Klassizität“. Das tragische Sujet wird mit „subtiler Feinheit“ verarbeitet.
Besonders wirkungsvolle Stücke der Oper sind im ersten Akt das Duett Lucrezia/Beatrice und das Lied des Tenors beim Festbankett, in der ersten Szene des zweiten Akts Lucrezias Arie „Rough wind, that moanest loud grief“ und im letzten Akt Beatrices Abschied „False friend, wilt thou smile or weep …?“ Die Texte der beiden letztgenannten stammen aus Gedichten Shelleys.

### Orchester
Die Orchesterbesetzung der Oper enthält die folgenden Instrumente:
- Holzbläser: drei Flöten (3. auch Piccolo), drei Oboen (3. auch Englischhorn), drei Klarinetten (3. auch Bassklarinette), drei Fagotte (3. auch Kontrafagott)
- Blechbläser: vier Hörner, drei Trompeten, drei Posaunen, Tuba
- Pauken, Schlagzeug: hängendes Becken, große Trommel, Triangel, Xylophon, Glockenspiel, Vibraphon, Becken, Tamtam, großes Tamtam, Röhrenglocken, Wirbeltrommel, kleine Trommel
- Harfe
- Streicher

## Werkgeschichte
Goldschmidts Oper Beatrice Cenci entstand in den Jahren 1949–1950. Sie basiert auf Percy Bysshe Shelleys Tragödie The Cenci, die eine wahre Begebenheit der späten Renaissance behandelt. Das Sujet der realen Person Beatrice Cenci wurde vielfach künstlerisch und auch musikalisch verarbeitet, als Oper beispielsweise von Ludomir Różycki (Beatrix Cenci, 1927), Havergal Brian (The Cenci, 1951), Alberto Ginastera (Beatrix Cenci, 1971) oder Giorgio Battistelli (The Cenci, 1997). Für Goldschmidt war die Wahl dieses Themas wohl auch eine Reaktion auf die brutale Unterdrückung der Opposition während der damals erst kurz zurückliegenden Zeit des Nationalsozialismus. Er wandte sich damit gegen Menschenverachtung und Gewaltherrschaft.
Goldschmied hatte 1948 zunächst eine Hörspielmusik zu dem Thema geschrieben. Bald darauf erfuhr er vom Wettbewerb „Festival of Britain 1951“ des British Arts Council, dessen Siegern eine Aufführung ihrer Werke versprochen wurde. Er begann sofort damit, seine Komposition zu einer vollständigen Oper auszuarbeiten. Das Libretto verfasste Martin Esslin, der möglichst viel Originaltext beibehielt, „soweit dies mit der Reduzierung der fünf Akte des Originals auf drei und ebenso mit dem gelinderten Gleichfluß der Reime vereinbar war“, und einige Gedichte desselben Autors einarbeitete.  Die Partitur stellte Goldschmidt im April 1950 fertig.
Die Oper zählte zu den vier Preisträgern des Wettbewerbs. Dennoch wurde keines dieser Werke aufgeführt. Nachdem die Preisrichter die Identitäten der Komponisten der vier Siegerbeiträge erfahren hatten, bereuten sie ihre Entscheidung. Goldschmidts Erinnerungen zufolge waren sie fassungslos, dass es sich um Alan Bush (einen Kommunisten), Karl Rankl (einen persönlichen Widersacher eines der Juroren), Goldschmidt und den Australier Arthur Benjamin handelte. Dieses Resultat war „aus patriotischer Sicht“ unerfreulich.
1953 waren Ausschnitte von Goldschmidts Oper in einer Aufführung der BBC zu hören.
Die konzertante Uraufführung fand erst am 16. April 1988 in der Queen Elizabeth Hall in London statt. Odaline de la Martinez leitete den Pro Musica Chorus of London und die London Chamber Symphony. Zu den Sängern zählten Henry Herford (Francesco Cenci), Helen Lawrence (Beatrice) und Stuart Kale (Orsino).
Szenisch wurde das Werk erstmals am 10. September 1994 unter der Regie von Max K. Hoffmann und dem Dirigat von Mathias Husmann vom Theater Magdeburg am Jerichower Platz gespielt. Hier sangen u. a. David Cumberland (Francesco Cenci), Irena Syla (Lucrezia), Heather Thomson (Beatrice), Paul Sketris (Orsino) und Parry Price (Richter).
Der Dirigent Lothar Zagrosek spielte Beatrice Cenci im selben Jahr auf CD ein und führte es konzertant in Berlin auf.
Die szenische Erstaufführung in Großbritannien fand am 9. Juli 1998 in der Spitalfields Market Opera London durch Studenten des Trinity College of Music statt. Der Dirigent war Gregory Rose. Regie führte Stephen Langridge. Es gab noch zwei Folgeaufführungen am 10. und 11. Juli.
Die Dortmunder Oper zeigte das Werk 2012 in einer Inszenierung des kurzfristig eingesprungenen Regisseurs Johannes Schmid. Das Bühnenbild stammte von Roland Aeschlimann, die Kostüme von Andrea Schmidt-Futterer. Bei der Premiere dirigierte Jac van Steen die Dortmunder Philharmoniker. Die Titelrolle sang Christiane Kohl, die Lucrezia Katharina Peetz, den Grafen Andreas Macco und den Knaben Bernardo Ileana Mateescu.
2018 wurde Goldschmidts Oper unter der musikalischen Leitung von Johannes Debus in einer Inszenierung von Johannes Erath mit einem Bühnenbild von Katrin Connan und Kostümen von Katharina Tasch bei den Bregenzer Festspielen gezeigt. Die Hauptrollen sangen Gal James (Beatrice), Christoph Pohl (Francesco), Dshamilja Kaiser (Lucrezia), Michael Laurenz (Orsino), Christina Bock (Bernardo) und Per Bach Nissen (Kardinal). Hier wurde zum ersten Mal die vom Komponisten selbst angefertigte deutsche Übersetzung gespielt. Die Produktion wurde live vom Österreichischen Fernsehen übertragen und anschließend auf DVD veröffentlicht.

## Aufnahmen
- 20.–26. August 1994 – Lothar Zagrosek (Dirigent), Deutsches Symphonie-Orchester Berlin, Rundfunkchor Berlin.
 Simon Estes (Francesco Cenci), Della Jones (Lucrezia), Roberta Alexander (Beatrice), Fiona Kimm (Bernardo), Peter Rose (Kardinal Camillo), Endrik Wottrich (Orsino), Ralf Lukas (Marzio und 2. Schreiner), Reinhard Beyer (Olimpio), John David de Haan (Richter), Ian Bostridge (Sänger), Stephan Stoll (Prinz Colonna und Andrea), David Griffith (Offizier und 1. Schreiner).
 Studioaufnahme.
 Sony CD: 66 836 (2 CDs).[14]:5628
- 18. Juli 2018 – Johannes Debus (Dirigent), Johannes Erath (Inszenierung), Wiener Symphoniker, Prager Philharmonischer Chor.
 Christoph Pohl (Francesco Cenci), Dshamilja Kaiser (Lucrezia), Gal James (Beatrice), Christina Bock (Bernardo), Per Bach Nissen (Kardinal Camillo), Michael Laurenz (Orsino), Wolfgang Stefan Schwaiger (Marzio), Sébastien Soulès (Olimpio), Peter Marsh (Richter).
 Video; live von den Bregenzer Festspielen.
 CMajor A04050101.[15]